# Nederbyen (Kalundborg)
Nederbyen i Kalundborg opstod i 1500- og 1600-tallet omkring det nuværende handelsstrøg, Kordilgade. Bydelen baserede sig især på handel og håndværk langs byens østlige indfaldsvej.